# Liste der Bodendenkmale in Haselünne
In der Liste der Bodendenkmale in Haselünne sind die Bodendenkmale der niedersächsischen Gemeinde Haselünne aufgeführt. Die Quelle ist der Denkmalatlas Niedersachsen.
- Bitte beachten Sie, dass diese Liste keinen Anspruch auf Vollständigkeit erhebt.
- Die Angaben ersetzen nicht die rechtsverbindliche Auskunft der zuständigen Denkmalschutzbehörde.
- Es sind nur Daten aus dem Denkmalatlas verarbeitet.
- Der Stand der Liste ist der 30. März 2025.

Haselünne im Landkreis Emsland

## Allgemein
In den Spalten finden sich folgende Informationen des Bodendenkmales:
| Lage         | geographische Koordinaten                                                           |
| Bezeichnung  | Bezeichnung lt. Denkmalatlas                                                        |
| Beschreibung | Beschreibung lt. Denkmalatlas                                                       |
| ID           | Objekt-ID                                                                           |
| Bild         | Bild, ggf. zusätzlich mit Link zu weiteren Fotos im Medienarchiv Wikimedia Commons. |

## Flechum
| Lage                        | Bezeichnung                | Beschreibung | ID       | Bild |
| --------------------------- | -------------------------- | ------------ | -------- | ---- |
| 52° 41′ 31″ N, 7° 34′ 21″ O | Flechum 1, Flachgräber     |              | 28967765 | BW   |
| 52° 41′ 31″ N, 7° 34′ 20″ O | Flechum 3, Flachgräber     |              | 28959171 | BW   |
| 52° 41′ 31″ N, 7° 34′ 15″ O | Flechum 4, Siedlung        |              | 28967770 | BW   |
| 52° 41′ 31″ N, 7° 34′ 21″ O | Flechum 5, Siedlung        |              | 28967771 | BW   |
| 52° 41′ 32″ N, 7° 34′ 25″ O | Flechum 6, Urnengräberfeld |              | 28997963 | BW   |

## Hamm
| Lage                        | Bezeichnung        | Beschreibung                                                                                     | ID       | Bild |
| --------------------------- | ------------------ | ------------------------------------------------------------------------------------------------ | -------- | ---- |
| 52° 39′ 32″ N, 7° 27′ 32″ O | Hamm 8, Grabhügel  | Durchmesser ca. 15,5 m und Höhe ca. 1,4 m. Rund. Rand abgesetzt. Tierbauten, sonst gut erhalten. | 28963163 | BW   |
| 52° 39′ 31″ N, 7° 27′ 39″ O | Hamm 9, Grabhügel  | Durchmesser ca. 17,5 m und Höhe ca. 1,7 m. Rund. Hervorragend erhalten.                          | 28963160 | BW   |
| 52° 39′ 32″ N, 7° 27′ 38″ O | Hamm 10, Grabhügel | Durchmesser ca. 14 m und Höhe ca. 1,5 m. Rund. Starke Störungen durch Tierbauten.                | 28963165 | BW   |

## Lehrte
| Lage                        | Bezeichnung          | Beschreibung | ID       | Bild |
| --------------------------- | -------------------- | ------------ | -------- | ---- |
| 52° 41′ 15″ N, 7° 23′ 29″ O | Lehrte 7, Kreyenborg |              | 28963168 |      |

## Westerloh
| Lage                        | Bezeichnung                | Beschreibung | ID       | Bild           |
| --------------------------- | -------------------------- | ------------ | -------- | -------------- |
| 52° 44′ 23″ N, 7° 30′ 51″ O | Westerloh 1, Großsteingrab |              | 28963169 | Weitere Bilder |
| 52° 44′ 54″ N, 7° 30′ 26″ O | Westerloh 2, Großsteingrab |              | 28963171 | BW             |
| 52° 44′ 3″ N, 7° 30′ 50″ O  | Westerloh 3, Siedlung      |              | 28963172 | BW             |